# Eurema
Eurema är ett släkte av fjärilar. Eurema ingår i familjen vitfjärilar.

## Bildgalleri

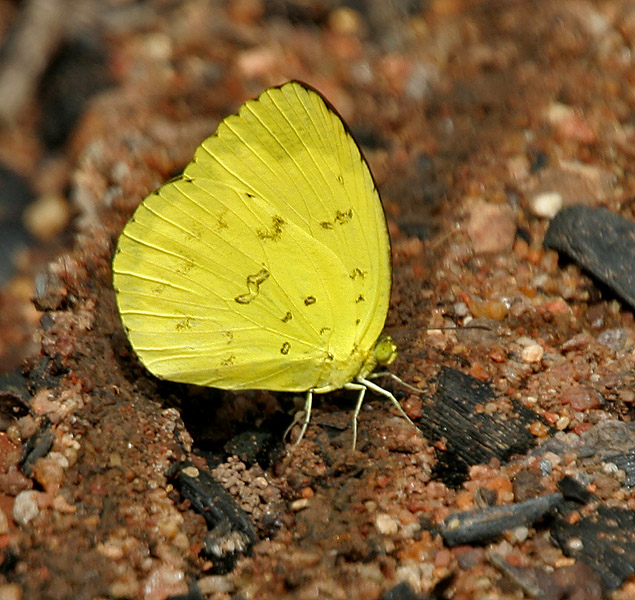
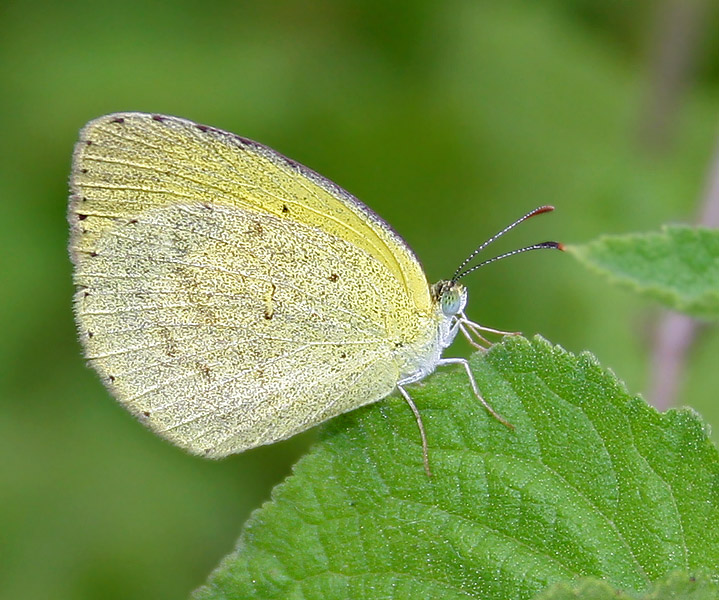
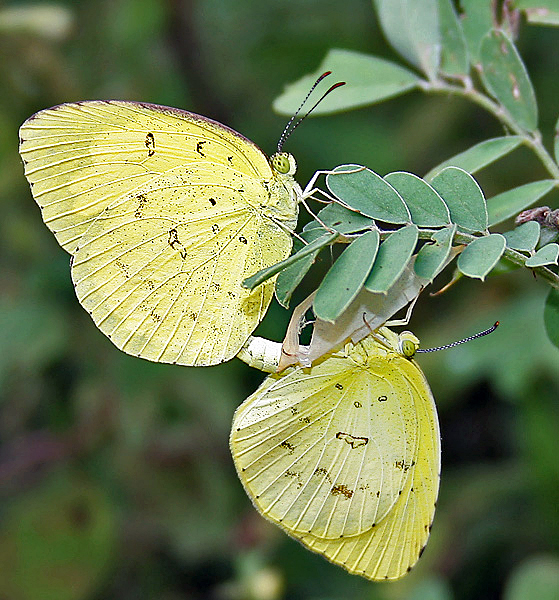

## Dottertaxa tillEurema, i alfabetisk ordning[1]
- Eurema ada
- Eurema adamsi
- Eurema agave
- Eurema albula
- Eurema alitha
- Eurema amelia
- Eurema andersoni
- Eurema arbela
- Eurema beatrix
- Eurema blanda
- Eurema brigitta
- Eurema candida
- Eurema celebensis
- Eurema daira
- Eurema desjardinsii
- Eurema deva
- Eurema elathea
- Eurema floricola
- Eurema halmaherana
- Eurema hapale
- Eurema hecabe
- Eurema herla
- Eurema hiurai
- Eurema irena
- Eurema lacteola
- Eurema laeta
- Eurema lirina
- Eurema lombokiana
- Eurema lucina
- Eurema mandarinula
- Eurema mentawiensis
- Eurema mexicana
- Eurema nicevillei
- Eurema nigrocincta
- Eurema nilgiriensis
- Eurema novapallida
- Eurema ormistoni
- Eurema paulina
- Eurema phiale
- Eurema puella
- Eurema regularis
- Eurema reticulata
- Eurema sari
- Eurema sarilata
- Eurema senegalensis
- Eurema simulatrix
- Eurema smilax
- Eurema tilaha
- Eurema timorensis
- Eurema tominia
- Eurema tupuntenem
- Eurema upembana
- Eurema xantochlora